# Суперкубок Сан-Марино з футболу 2011
Суперкубок Сан-Марино з футболу 2011 — 26-й розіграш турніру, який в той час мав назву Трофео Федерале. Переможцем вчетверте став Тре Фйорі.

## Учасники
- Чемпіонат Сан-Марино:
  - Чемпіон: Тре Фйорі
  - Віце-чемпіон: Тре Пенне
- Кубок Сан-Марино:
  - Переможець: Ювенес-Догана
  - Фіналіст: Віртус

## Півфінали
| Команда 1       | Рахунок | Команда 2 |
| --------------- | ------- | --------- |
| 14 вересня 2011 |         |           |
| Тре Фйорі       | 3:0     | Віртус    |
| Ювенес-Догана   | 2:1     | Тре Пенне |

## Фінал
| Команда 1       | Рахунок | Команда 2     |
| --------------- | ------- | ------------- |
| 28 вересня 2011 |         |               |
| Тре Фйорі       | 2:1 дч  | Ювенес-Догана |